# Українка (Кропивницький район)
Украї́нка — село в Україні, в Соколівській сільській громаді Кропивницького району Кіровоградської області. Населення становить 465 осіб.

## Населення
Згідно з переписом УРСР 1989 року чисельність наявного населення села становила 498 осіб, з яких 220 чоловіків та 278 жінок.
За переписом населення України 2001 року в селі мешкали 464 особи.

### Мова
Розподіл населення за рідною мовою за даними перепису 2001 року:
| Мова       | Відсоток |
| ---------- | -------- |
| українська | 97,85 %  |
| російська  | 1,72 %   |
| вірменська | 0,43 %   |

## Постаті
Уродженцем села є Серватюк Василь Миколайович — генерал-лейтенант, перший заступник Голови Державної прикордонної служби України, доктор військових наук, професор.